# Бенвил (Па де Кале)
Бенвил (фр. Buneville) насеље је и општина у североисточној Француској у региону Север-Па д Кале, у департману Па де Кале која припада префектури Арас.
По подацима из 2011. године у општини је живело 175 становника, а густина насељености је износила 45,57 становника/km². Општина се простире на површини од 3,84 km². Налази се на средњој надморској висини од 154 метара (максималној 157 m, а минималној 125 m).

## Демографија
| 1962. | 1968. | 1975. | 1982. | 1990. | 1999. | 2011. |
| ----- | ----- | ----- | ----- | ----- | ----- | ----- |
| 138   | 167   | 175   | 170   | 159   | 138   | 175   |

График промене броја становника у току последњих година